# Galena (Kansas)
Galena es una ciudad ubicada en el de condado de Cherokee en el estado estadounidense de Kansas. En el año 2010 tenía una población de 3085 habitantes y una densidad poblacional de 259,24 personas por km².

## Geografía
Galena se encuentra ubicada en las coordenadas 37°4′28″N 94°38′8″O / 37.07444, -94.63556 (37.074459, -94.635549).

## Demografía
Según la Oficina del Censo en 2000 los ingresos medios por hogar en la localidad eran de $25,401 y los ingresos medios por familia eran $30,595. Los hombres tenían unos ingresos medios de $27,101 frente a los $17,865 para las mujeres. La renta per cápita para la localidad era de $12,172. Alrededor del 23.6% de la población estaban por debajo del umbral de pobreza.